# الأب (فلم)
الأب فيلم مصري تم إنتاجه عام 1947، من تأليف أمين يوسف غراب وعمر جميعي إخراج عمر جميعي و بطولة زكي رستم ودولت أبيض وشريفة فاضل.

## قصة الفيلم
تتصرف الزوجة ابنة الباشا بتكبر على الزوج وشقيقاته اللاتي يرعانه، في حين يحاول هو إرضاءها حتى لا يهدم كيان الأسرة والبيت. ثم يقوم بطلاقها، فتحاربه في كل مكان، خاصة في ابنه الذي انتزعته من أحضانه بأسم القانون، يشب الابن كارهًا لأبيه وعلى زوجته وإخوته الذين أنجبهم منها، لا يسلم أحد في البيت من شرور الزوجة التي كادت أن تدمر الجميع إلا أن الأمور تنفرج في النهاية. ويعود الشر من حيث أتى، حيث يجد الزوج قرينة أخرى تقدر الحياة الزوجية.

## فريق العمل
إخراج:
- عمر جميعي

تأليف:
- أمين يوسف غراب
- عمر جميعي

إنتاج: أفلام جميعي
طاقم العمل:
- زكي رستم
- دولت أبيض
- شريفة فاضل
- علوية جميل
- محمود المليجي
- هدى شمس الدين
- فؤاد جعفر

## وصلات خارجية
- مقالات تستعمل روابط فنية بلا صلة مع ويكي بيانات
- الأب على موقع الدهليز
- الأب على موقع كاروهات